# サラマンカ県
サラマンカ県（サラマンカけん、スペイン語: Provincia de Salamanca）は、スペインの県。カスティーリャ・イ・レオン州に属する。同州のサモラ県、バリャドリッド県、アビラ県に接し、南はエストレマドゥーラ州のカセレス県、西はポルトガルに接する。県都はサラマンカ。

## 地理

### 人口
| サラマンカ県の人口推移 1900－2010                       |
|                                                         |
| 出典:INE（スペイン国立統計局）1900年 - 1991年、1996年 - |

## 行政区画
県人口の約45%が県都のサラマンカ（約15万人）に住む。362のムニシピオ（基礎自治体）があり、そのうち半分以上が人口300人未満である。人口が1万以上の都市は、県都のほかにベハル、シウダ・ロドリーゴ、サンタ・マルタ・デ・トルメスがある。

### 主な自治体
| 順位 | 基礎自治体                       | 人口 （2010年） |
| ---- | -------------------------------- | --------------- |
| 1    | サラマンカ                       | 154,462         |
| 2    | ベハル                           | 14,785          |
| 3    | サンタ・マルタ・デ・トルメス     | 14,756          |
| 4    | シウダ・ロドリーゴ               | 13,777          |
| 5    | ペニャランダ・デ・ブラカモンテ   | 6,744           |
| 6    | ビジャマジョール                 | 6,457           |
| 7    | ギフエーロ                       | 6,046           |
| 8    | カルバホーサ・デ・ラ・サグラーダ | 5,987           |
| 9    | ビジャーレス・デ・ラ・レイナ     | 5,701           |
| 10   | アルバ・デ・トルメス             | 5,391           |

### 司法管轄区

サラマンカ県の司法管轄区

県内は5司法管轄区に分けられる。太字は中心自治体。
1. サラマンカ司法管轄区[7] - アブセッホ、アルバ・デ・トルメス、アルデアレングア、アルデアヌエバ・デ・フィゲローア、アルデアヌエバ・デ・ラ・シエラ、アルデアロドリーゴ、アルデアルビア、アルデアセカ・デ・アルバ、アルデアテハーダ、アルデウエーラ・デ・ラ・ボベダ、アルメナーラ・デ・トルメス、アナジャ・デ・アルバ、アニョベール・デ・トルメス、アラピーレス、アルセディアーノ、エル・アルコ、バルバディージョ、バルバロス、ベレーニャ、ベロカル・デ・ウエブラ、ブエナマードレ、ブエナビスタ、カベサベジョーサ・デ・ラ・カルサーダ、カブレリソス、カブリージャス、カルバラーサ・デ・アバッホ、カルバラーサ・デ・アリーバ、カルサーダ・デ・ドン・ディエゴ、カルサーダ・デ・バルドゥンシエル、カニージャス・デ・アバッホ、カルバホーサ・デ・ラ・サグラーダ、カラスカル・デ・バレーガス、カラスカル・デル・オビスポ、カステジャーノス・デ・モリスコス、カステジャーノス・デ・ビジケーラ、チャガルシーア・メディアネーロ、コカ・デ・アルバ、ドニーノス・デ・レデスマ、ドニーノス・デ・サラマンカ、エヘーメ、エンシーナ・デ・サン・シルベストレ、エンシーナス・デ・アバッホ、エンシーナス・デ・アリーバ、エスピーノ・デ・ラ・オルバーダ、フロリーダ・デ・リエバナ、フォルフォレーダ、フレスノ・アランディガ、ラ・フエンテ・デ・サン・エステバン、ガハーテス、ガリンド・イ・ペラウイ、ガリンドゥステ、ガリサンチョ、ガルシエルナンデス、ガルシレイ、ヘフエーロ・デル・バーロ、ゴルペッハス、ゴメセージョ、オルカッホ・メディアネーロ、フスバード、ラロドリーゴ、レデスマ、マチャコン、エル・マンサーノ、マルティナモール、ラ・マタ・デ・レデスマ、マティージャ・デ・ロス・カーニョス・デル・リオ、ラ・マジャ、メンブリーベ・デ・ラ・シエラ、ミランダ・デ・アサン、モンレーラス、モンテルビオ・デ・アルムーニャ、モンテルビオ・デ・ラ・シエラ、モリージェ、モリスコス、モサラベス、ナーロス・デ・マタラジェグア、ナバーレス、ナバレドンダ・デ・ラ・リンコナーダ、ネグリージャ・デ・パレンシア、ラ・オルバーダ、パハーレス・デ・ラ・ラグーナ、パラシオス・デル・アルソビスポ、パレンシア・デ・ネグリージャ、パラーダ・デ・アリーバ、パラーダ・デ・ルビアーレス、ペドラサ・デ・アルバ、ペドロシージョ・デ・アルバ、ペドロシージョ・デ・ロス・アイレス、ペドロシージョ・エル・ラーロ、ペラブラーボ、ペラロドリゲス、ペラージョス、ペニャランディージャ、エル・ピノ・デ・トルメス、ピティエグア、プエブラ・デ・ジェルテス、ラ・リンコナーダ・デ・ラ・シエラ、ロブリーサ・デ・コホス、ロジャン、ラ・サグラーダ、サラマンカ、サン・クリストーバル・デ・ラ・クエスタ、サン・モラーレス、サン・ムーニョス、サン・ペドロ・デ・ロサードス、サン・ペドロ・デル・バジェ、サン・ペラージョ・デ・グアレーニャ、サンチョン・デ・ラ・サグラーダ、サンド、サンタ・マリーア・デ・サンド、サンタ・マルタ・デ・トルメス、サンティス、サルドン・デ・ロス・フライレス、セプルクロ＝イラリオ、シエテイグレシアス・デ・トルメス、タベーラ・デ・アバッホ、タマーメス、タルダギラ、テヘーダ・イ・セゴジュエーラ、テラディージョス、トパス、トレスメヌーダス、バルデカーロス、バルデローサ、バルデミエルケ、バルドゥンシエル、バルベルドン、ベシーノス、ベガ・デ・ティラードス、ラス・ベギージャス、ラ・ベジェス、ビジャゴンサーロ・デ・トルメス、ビジャルバ・デ・ロス・ジャーノス、ビジャマジョール、ビジャーレス・デ・ラ・レイナ、ビジャルマジョール、ビジャスダルド、ビジャセコ・デ・ロス・ガミートス、ビジャセコ・デ・ロス・レージェス、ビジャベルデ・デ・グアレーニャ、サマジョン、サラピコス
2. シウダ・ロドリーゴ司法管轄区[8] - アガージャス、ラ・アラメーダ・デ・ガルドン、ラ・アラメディージャ、アルバ・デ・ジェルテス、ラ・アルベルカ、ラ・アルベルゲリーア・デ・アルガニャン、アルデア・デル・オビスポ、アルデウエーラ・デ・ジェルテス、ラ・アタラージャ、ボアーダ、エル・ボドン、ラ・ボウサ、エル・カバーコ、カンピージョ・デ・アサーバ、カルピオ・デ・アサーバ、ラス・カサス・デル・コンデ、カシージャス・デ・フローレス、カスティジェッホ・デ・マルティン・ビエッホ、カストラス、シジェーロス・デ・ラ・バスティーダ、シウダ・ロドリーゴ、ディオス・レ・グアルデ、ラ・エンシーナ、エスペッハ、フエンテギナルド、フエンテス・デ・オニョーロ、ガジェーゴス・デ・アルガニャン、エルギフエーラ・デ・シウダ・ロドリーゴ、イトゥエーロ・デ・アサーバ、エル・マイージョ、マルティアーゴ、マルティン・デ・ジェルテス、モガーラス、モンフォルテ・デ・ラ・シエラ、モンサグロ、モラスベルデス、ナバ・デ・フランシア、ナバスフリーアス、パストーレス、エル・パジョ、ペニャパルダ、プエブラ・デ・アサーバ、プエルト・セグーロ、レトルティージョ、ロブレーダ、サエリセス・エル・チーコ、エル・サウーゴ、サン・マルティン・デル・カスタニャール、サン・ミゲル・デル・ロブレード、サンクティ＝スピリトウス、セラディージャ・デル・アロージョ、セラディージャ・デル・ジャーノ、テネブロン、ビジャール・デ・アルガニャン、ビジャール・デ・シエルボ、ビジャール・デ・ラ・ジェグア、ビジャスルビアス、サマーラ
3. ビティグディーノ司法管轄区[9] - アイガル・デ・ロス・アセイテーロス、アイガル・デ・ビジャリーノ、アルデアダビラ・デ・ラ・リベーラ、アルメンドラ、バニョバーレス、バルセーオ、バルエコパルド、ベルメジャール、ボガホ、ブリンコーネス、カベサ・デル・カバージョ、セレサ・デ・ペニャオルカーダ、セラルボ、シペーレス、エル・クーボ・デ・ドン・サンチョ、エンシナソーラ・デ・ロス・コメンダドーレス、エスパダーニャ、ラ・フレヘネーダ、フエンテリアンテ、グアドラミーロ、イノホーサ・デ・ドゥエーロ、イルエーロス、ルンブラーレス、マスエーコ、ミエサ、エル・ミラーノ、モロンタ、オルメード・デ・カマーセス、ラ・ペーニャ、パラレッホス・デ・アバッホ、パラレッホス・デ・アリーバ、ペレーニャ・デ・ラ・リベーラ、ポソス・デ・イノッホ、プエルタス、ラ・レドンダ、サルデアーナ、サン・フェリーセス・デ・ロス・ガジェーゴス、サンチョン・デ・ラ・リベーラ、サウセージェ、ソブラディージョ、トラバンカ、トレメダル・デ・トルメス、バルデロドリーゴ、バルサラブローソ、ラ・ビドラ、ビジャール・デ・ペラロンソ、ビジャール・デ・サマニエーゴ、ビジャーレス・デ・ジェルテス、ビジャリーノ・デ・ロス・アイレス、ビジャルムエルト、ビジャスブエーナス、ビジャビエッハ・デ・ジェルテス、ビルベストレ、ビティグディーノ、ジェクラ・デ・ジェルテス、ラ・サルサ・デ・プマレーダ
4. ベハル司法管轄区[10] - アルデアシプレステ、アルデアビエッハ・デ・トルメス、アルメンテーロス、ラ・バスティーダ、ベハル、ベロカル・デ・サルバティエラ、ラ・カベサ・デ・ベハル、ラ・カルサーダ・デ・ベハル、カンデラリオ、カンタガージョ、カサフランカ、セペーダ、セレセーダ・デ・ラ・シエラ、エル・セロ、セスペドーサ・デ・トルメス、コルメナール・デ・モンテマジョール、クリストーバル、エンドリナル、エスクリアル・デ・ラ・シエラ、フラーデス・デ・ラ・シエラ、フレスネドーソ、フエンテロブレ・デ・サルバティエラ、フエンテス・デ・ベハル、ガジェーゴス・デ・ソルミロン、ガルシブエイ、ギッホ・デ・アビラ、ギフエーロ、エルギフエーラ・デ・ラ・シエラ、エルギフエーラ・デル・カンポ、オルカッホ・デ・モンテマジョール、ラ・オジャ、ラグニージャ、レドラーダ、リナーレス・デ・リオフリーオ、マドロニャル、ミランダ・デル・カスタニャール、モリニージョ、モンレオン、モンテッホ、モンテマジョール・デル・リオ、ナバ・デ・ベハル、ナバカーロス、ナバルモラル・デ・ベハル、ナバモラーレス、ペニャカバジェーラ、ペロミンゴ、ピネーダス、ピサラル、プエブラ・デ・サン・メデル、プエンテ・デル・コンゴスト、プエルト・デ・ベハル、サルバティエラ・デ・トルメス、サン・エステバン・デ・ラ・シエラ、サン・ミゲル・デ・バレーロ、サンチョテージョ、サンティバーニェス・デ・ベハル、サンティバーニェス・デ・ラ・シエラ、ロス・サントス、セケーロス、ラ・シエルペ、ソリウエーラ、ソトセラーノ、ラ・タラ、エル・テハード、エル・トルナディーソ、バルデフエンテス・デ・サングシン、バルデイハデーロス、バルデラカーサ、バルデラヘーベ、バレーロ、バジェヘーラ・デ・リオフリーオ、バルベルデ・デ・バルデラカーサ、ビジャヌエバ・デル・コンデ
5. ペニャランダ・デ・ブラカモンテ司法管轄区[11] - アララス、アルコナーダ、アルデアセカ・デ・ラ・フロンテーラ、アラバジョーナ・デ・モヒカ、バビラフエンテ、ボベダ・デル・リオ・アルマール、エル・カンポ・デ・ペニャランダ、カンタラピエドラ、カンタルピーノ、カンタラシージョ、コルドビージャ、ウエルタ、マコテーラ、マルパルティーダ、マンセーラ・デ・アバッホ、モリーニゴ、ナバ・デ・ソトロバル、パラシオスルビオス、パラディーナス・デ・サン・フアン、エル・ペドローソ・デ・ラ・アルムーニャ、ペニャランダ・デ・ブラカモンテ、ポベーダ・デ・ラス・シンタス、ラガマ、サルモラル、サンティアーゴ・デ・ラ・プエブラ、タラソーナ・デ・グアレーニャ、トルディージョス、ベントーサ・デル・リオ・アルマール、ビジャフローレス、ビジャール・デ・ガジマーソ、ビジョリア、ビジョルエーラ、ソリータ・デ・ラ・フロンテーラ

### その他
- マンコムニダ

サラマンカ県内は32広域連合体（Mancomunidad）に分けられている。カタルーニャ州やガリシア州のコマルカに相当するものと考えられるが、両州のコマルカが法に基づいて制度化されているのに対して、歴史的、地理的、経済的な関係を考慮しつつ自主的に構成されている枠組みで、法的に立脚しているものではない。主な役割としてはごみの処理などの事業の枠組みとなっている。
- コマルカ

サラマンカ県内には、またコマルカと呼ばれる枠組みが存在する。この枠組みも前述のマンコムニダ同様法律に依拠したものではなく、現在は伝統的、文化的、地理的な概念にしかすぎず、マンコムニダが行政的な補完事業を遂行する連合体としての機能を有するのに対して、特に何の機能も有してはいない。県内は21のコマルカに分かれる。